# Fiona Björling
Fiona Björling, née le 18 janvier 1944, est une femme politique suédoise et professeure de langues slaves à l'Université de Lund. Avec Anders Nordin, elle est co-porte-parole du Parti de l'environnement Les Verts de 1988 à 1990.